# Wilhelm Wöste

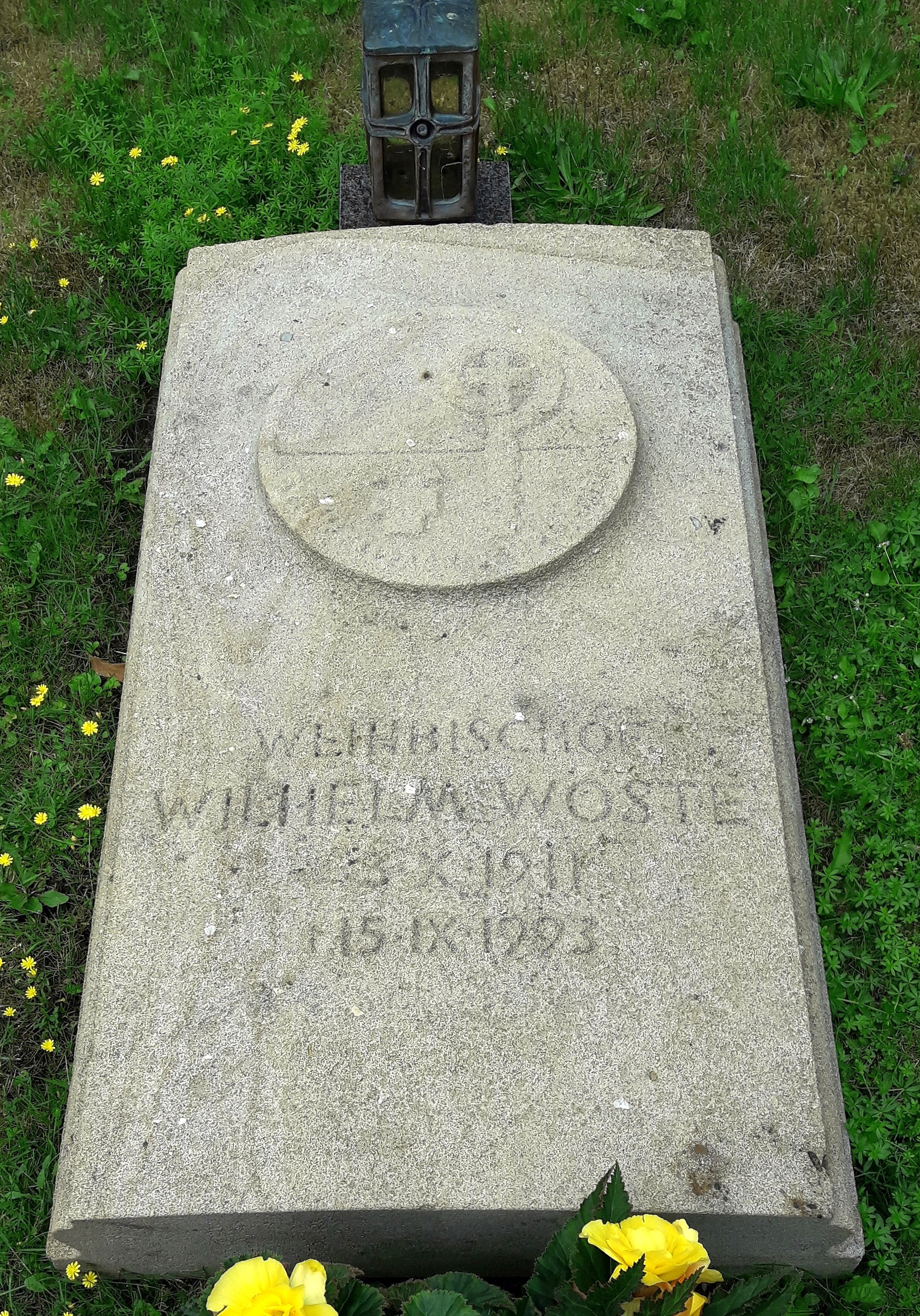
Grab von Weihbischof Wilhelm Wöste im Kreuzgang des Domes zu Münster/Westfalen, Deutschland

Wilhelm Wöste (* 3. Oktober 1911 in Löningen; † 15. September 1993 in Münster) war katholischer Theologe, Weihbischof in Münster, Lobbyist und Vertreter des sozial orientierten Katholizismus.

## Leben
Wilhelm Wöste entstammte einer Oldenburger Bauernfamilie. Nach dem Abitur 1931 am Clemens-August-Gymnasium Cloppenburg studierte er in Münster und Freiburg Theologie. In Freiburg wurde er aktives Mitglied der katholischen Studentenverbindung Rheno-Palatia im KV. Am 19. Dezember 1936 empfing Wöste im Dom zu Münster die Priesterweihe.

### Wehrmacht
Im März 1940 leistete er Sanitätsdienst in Riesenburg (Westpreußen), später in der Armeesanitätsabteilung 614. Ab Juli 1941 wirkte er als Lazarett-Standortpfarrer in Rennes, ab 1943 als Divisionspfarrer in Russland und Südfrankreich. Beim Kursk-Unternehmen erlebte er, wie seine Division beim Angriff innerhalb einer Stunde zwei Drittel ihrer Soldaten durch Tod oder Verwundung verlor. Ab 1944 war er Divisionspfarrer in Mettlach und erlebte den Angriff auf den Orscholzriegel. Daher konnte er den Eltern des späteren Prälat Alfons Mappes berichten, dass ihr Sohn schwer verwundet worden war. Als im Mai 1945 Reste der 416. Infanterie-Division sich bei Traunstein ergaben, führte u. a. er die Kapitulationsverhandlungen mit den Amerikanern und ging in US-Kriegsgefangenschaft.

### Bundesrepublik
Von 1950 bis 1969 war Wöste Präses der KAB in Münster und Köln.
Ab 1969 vertrat Wöste als Leiter des Kommissariats der deutschen Bischöfe in Bonn die Interessen des Katholizismus bei der Bundesregierung, bis er am 6. November 1976 von Papst Paul VI. zum Weihbischof in Münster und Titularbischof von Thignica ernannt wurde. Die Bischofsweihe spendete ihm am 9. Januar 1977 der Bischof von Münster Heinrich Tenhumberg; Mitkonsekratoren waren die Münsteraner Weihbischöfe Laurenz Böggering und Max Georg Freiherr von Twickel. In der Deutschen Bischofskonferenz wurde Wöste Vorsitzender der Arbeitsgruppe Asyl und setzte sich – auch nach seiner Emeritierung – für die Eingliederung von Asylbewerbern ein.
Am 20. Dezember 1986 nahm Papst Johannes Paul II. Wöstes altersbedingtes Rücktrittsgesuch an.

## Ehrungen
- 1973: Großes Verdienstkreuz der Bundesrepublik Deutschland[3]
- 1977: Großes Bundesverdienstkreuz mit Stern der Bundesrepublik
- 1979: Großoffizier des Verdienstordens der Republik Italien